# マシュー・カウルズ
マシュー・カウルズ（Matthew Cowles、1944年9月28日 - 2014年5月22日）は、アメリカ合衆国の俳優。

## 主な出演作品
- ベロニカは死ぬことにした
- シャッター アイランド
- LAW & ORDER： 性犯罪特捜班 シーズン9
- 容疑者
- ベティ・サイズモア
- カウボーイ・ウェイ/荒野のヒーローN.Y.へ行く
- ホワイトファング2/伝説の白い牙
- ホミサイド/殺人捜査課 第1シーズン
- LAW&ORDER ロー＆オーダー シーズン2
- サインズ・オブ・ライフ
- イングリッシュマンinニューヨーク
- シーズ・バック/奥様はユーレイ
- ブレンダ・スター
- 脱獄天使
- 愛に向って走れ
- エディ・コイルの友人たち（ピート）
- 地下室の侵入者/抑圧された十代
- ナタリーの朝